# Ordinariatul Militar al Ungariei
Ordinariatul Militar al Ungariei (în maghiară Tábori Püspökség, în latină Ordinariatus Militaris Hungariae) este un ordinariat militar al Bisericii Romano-Catolice. Aflat în jurisdicția directă a Sfântului Scaun, el oferă pastorație pentru militarii romano-catolici ce activează în Armata Ungariei și pentru familiile acestora. Este format din 13 parohii și are sediul la Budapesta.

## Istoric
Primul episcop militar a fost numit la 23 martie 1920, dar după ce aceasta a demisionat în 1926 postul a fost suspendat. După aproape 70 de ani, la 18 aprilie 1994, Papa Ioan Paul al II-lea a înființat un Ordinariat militar pentru Ungaria.

## Conducători

### Episcopi militari
- István Zadravecz, O.F.M. (23 martie 1920 – 1926)

### Ordinari militari
- Gáspár Ladocsi (18 aprilie 1994 – 28 noiembrie 2001)
- Tamás Szabó (28 noiembrie 2001 – 15 martie 2007)
- László Bíró (20 noiembrie 2008 - )

## Legături externe
- Katolikus Tábori Püspökség - Katonai Ordinariátus (Hungarian)
- Military Ordinariate of Hungary (Catholic-Hierarchy)
- Tábori Püspökség (Hungary) (GCatholic.org)